# Konrád Wallenrod
Konrád Wallenrod je poema Adama Mickiewicze z roku 1828. Odehrává se okolo 14. století v Litvě během války pohanské Litvy s Řádem německých rytířů. Děj není chronologicky poskládán.

## Děj
Při drancování litevské vesnice unesou Němci mj. chlapce, kterého později pojmenují Alf, vychovávají jej jako Němce, křesťana. Ujal se jej dokonce sám velmistr Winrich. Alf však nezapomíná na to, že jeho otčinou je Litva. Často prchá za litevským bardem, který byl také dříve zajat a posléze sloužil jako tlumočník. Ten v něm neustále podněcuje lásku k vlasti a nenávist k Řádu, avšak připomíná mu, že se má nejdříve všemu od Němců naučit a poté to použít proti nim, protože, jak říkal, jedinou zbraní otroka, ke kterému Alfa přirovnával, je zrada. Při první bitvě, do které se Alf s Řádem dostal, však přebíhá na litevskou stranu a pomáhá Litevcům vyhrát. Za jeho zásluhy v bitvě a jeho schopnosti velet v bitvě svolil vůdce Litevců – Kiejstut – k sňatku Alfa a jeho (Kiejstutovy) dcery Aldony, kterou Alf miloval (a ona jeho). Alf ji naučil víře v boha.
Pokračuje však válka Litvy s Němci a Litva prohrává čím dál tím víc. Nakonec, po poradě s Kiejstutem a starým bardem je nucen pro záchranu otčiny obětovat lásku k Aldoně a využívá svého německého vychování. Přidává se do družiny hraběte Konráda Wallenroda, který táhne do Jeruzaléma. Za neznámých okolností Wallenrod v Palestině umírá. Alf si vezme jeho šaty a prchá z Palestiny do Španělska. Starý bard putuje s ním a převléká se za mnicha Halbana. Přidal se do války s Maury a vítězil v turnajích, avšak všichni si mysleli, že on je hrabě Wallenrod. Za skutky ve válce s Maury je zvolen velmistrem Řádu německých rytířů. Všichni od něj čekají hrdinskou válku s Litvou a doufají ve vítězství. Alf – Wallenrod se vrací do Litvy na hrad v Marienburgu – sídlo velmistra.
Mezitím Aldona vstupuje do kláštera, později se nechá zazdít ve věži nedaleko Marienburgu. Poté, co se Wallenrod usídlí v Marienburgu ji často navštěvuje v noci a rozmlouvá s ní pod okny její věže. Na nátlak Řádu se pouští do války s Litvou, ovšem úmyslně se nechá vlákat do léčky, kdy je Řádové vojsko vlákáno na pustinu a oblehnuto ze všech stran. Wallenrod jako první uteče z bojiště a prohrané bitvy. Vojsko je stále uvězněno a hladoví, protože posily i zásoby jsou ničeny Litevci. Nakonec ještě přichází zima. Wallenrod však jen jezdí na lovy, nestará se o uvězněné vojsko, nevydá rozkaz k pokusu o probití obležení a velká část vojska umírá hlady a mrazem.
Poté je však odhalen. Tuší to, proto se pokusí přesvědčit Aldonu, aby spolu uprchli pryč. Aldona však odmítá, nechce kazit Wallenrodovi jeho představu o tom jak vypadá a sama se přiznává, že si nechce kazit představu o tom jak vypadá její milý po tolika letech, s tím, že se setkají až po smrti. Wallenrod ji nakonec řekne, že ji aspoň bude dávat znamení o tom, že je naživu, a dokud bude z okna jeho ložnice, na které Aldona z věže vidí, viset černý šátek a v noci rozžhnutá lampa, je živ. Přijde zpět do hradu a rozmlouvá s Halbanem – jediným starým přítelem. Poté se však do hradu dostávají zbrojnoši s cílem Wallenroda zatknout za jeho zradu Řádu. Wallenrod opevní svůj pokoj a zatímco se zbrojnoši snaží dostat dovnitř nalije do dvou číší vino s jedem. Jednu pro sebe, jednu pro Halbana. Ten však odmítne s tím, že se opět stane bardem a roznese zprávu o Wallenrodově skutku po celé Litvě, ať se na něj nikdy nezapomene. Wallenrod vypije jed a následně se k němu probijí zbrojnoši. Jed nestihne působit, chtějí jej zatknout a tak radši skočí z okna své ložnice. Zároveň sráží lampu za oknem – značku pro Aldonu. Ta když spatřila, že lampa padá k zemi, umřela žalem.

## Česká vydání
- Konrad Wallenrod. Praha: Václav Špinka 1837. Překlad Václav Svatopluk Šulc.
- Konrad Wallenrod. Praha: Jan Otto 1891. Překlad Josef Václav Sládek.
- Konrad Wallenrod. Praha: Jan Otto 1910. Překlad Josef Václav Sládek.
- Konrad Wallenrod. Praha: Jan Otto 1928. Překlad Josef Václav Sládek.
- Gražyna, Konrad Wallenrod. Praha: Melantrich 1947, Překlad František Halas za spolupráce Josefa Matouše.
- Konrad Wallenrod, Dziady, Praha: SNKLHU 1954. Překlad František Halas za spolupráce Josefa Matouše.
- Konrad Wallenrod, Praha: Odeon 1976. Překlad František Halas za spolupráce Josefa Matouše.